# Vízi növényzet
A vízi növénytársulások viszonylag fajszegények, de az egyes társulások meglehetősen gyorsan váltják egymást.

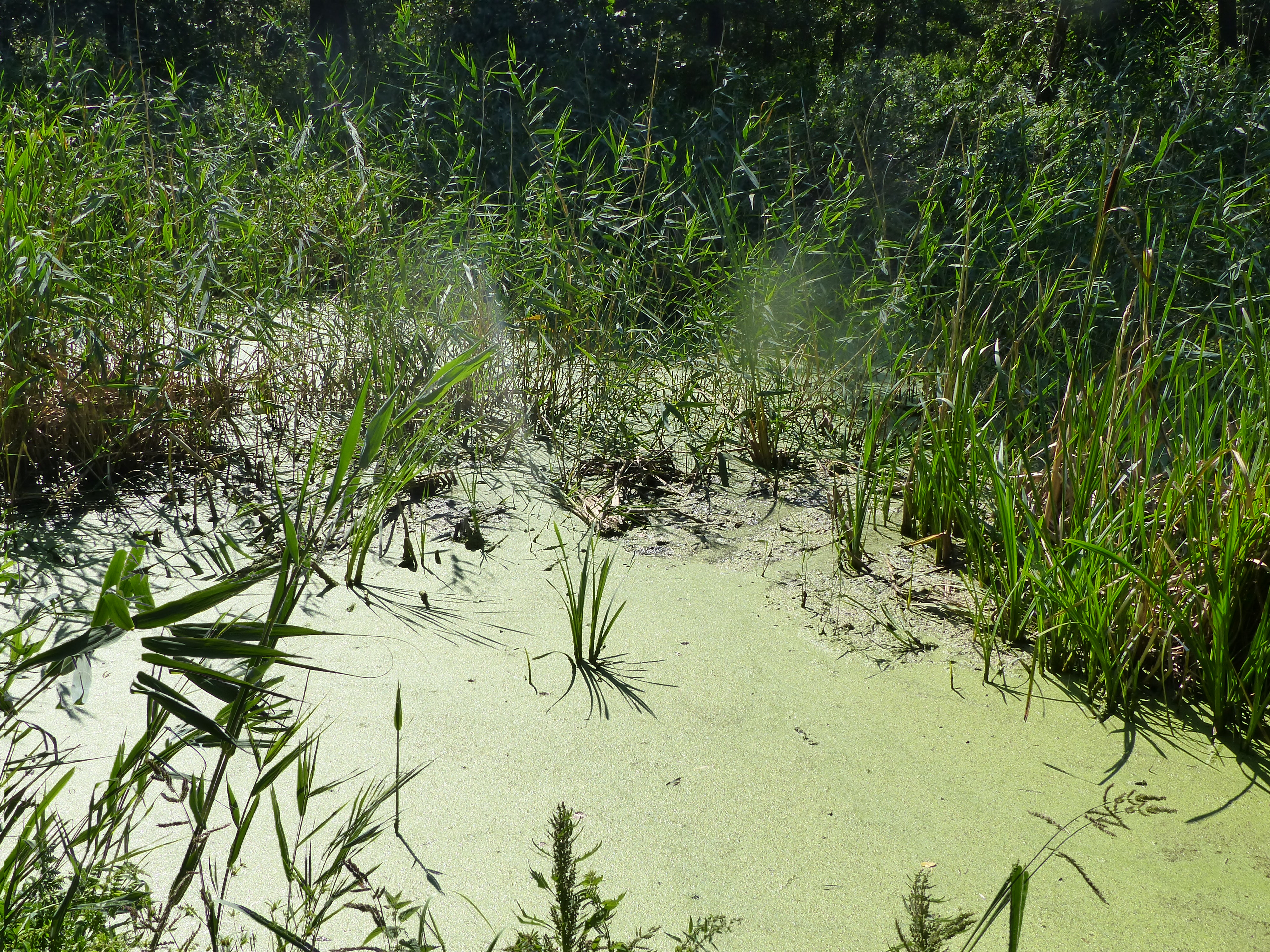
Vizi növények a Tündértó mellett

## A vízinövények
A vízi életmódhoz  igen sokféle, rendszertanilag meglehetősen távol álló családok növényei és igen különböző módokon alkalmazkodtak. A hazai vízi növénytársulásokban összesen 67 faj vesz részt 31 nemzetség és 21 család képviseletében.
- májmohák – 2 faj,
- vízipáfrányok – 2 faj ,
- kétszikűek – 31 faj (12 család 13 nemzetségéből),
- egyszikűek 32 faj (6 család 14 nemzetségéből).

Egyik víztükörről a másikra főleg a vándormadarak közreműködésével terjednek, de csak rövidebb távokon, mert a növény a levegőben gyorsan kiszárad és elpusztul.

## A vízinövények alaktani csoportjai
A rendszertani sokféleségből adódóan a vízinövények felépítése igen változatos, és ez a változatosság jelentősen meghatározza a társulások szerkezetét. A vízinövényeket Hans Luther (1949) nyomán három nagy csoportra osztjuk aszerint, hogyan kapcsolódnak az aljzathoz. Gustaf Einar Du Rietz (1930) az alábbi csoportokra osztotta fel a vízinövényeket.
1. A haptofita (haptophyta, haptofiton) vagy tapadó növények nem gyökereznek, hanem a vízben levő különböző élő és élettelen tárgyakra tapadva bevonják azokat. Jellemzően ilyenek az algák és a vízi zuzmók, továbbá a mohák (pl. Fontinalis, Cinclidotus, Scapania undulata). Európában nem ismerünk ilyen jellegű szövetes növényt, de a trópusiak közül ilyen az örvényvirágfélék családja (Podostemaceae), továbbá a perjefélék Japán és Észak-Amerika csendes-óceáni partvidékein gyepalkotó Phyllospadix nemzetsége.
2. A rizofita (rhizophyta, rizofiton) vagy gyökerező vízinövények a folyó- és állóvizek medrében gyökereznek. Ide tartoznak:
  - a csillárkák (Charophyta),
  - a valódi zöldmoszatok (Chlorophyta) Vaucheriaceae és a Caulerpa nemzetsége,
  - a szövetes vízinövények túlnyomó része.

7 típusuk létezik:
  - stratiotid típus: A szapropélben számos mellékgyökérrel tapadó vízinövények. Vegetatív testük részben kiemelkedik a vízből. Télen az aljzatra süllyedve turióval vagy téli rügyekkel telelnek át (Stratiotes stb.);
  - elodeoïd típus: A vízfenéken gyökerező, hosszú, leveles hajtást fejlesztő vízinövények, úszó levelek nélkül. Alcsoportjai:
    - potamoid altípus, avagy szoros értelemben vett elodeoïdok
      - osztatlan levelekkel (Elodea spp., a Callitriche nemzetség Pseudocallitriche fajsora, Ruppia, Zannichellia, Najas és a legtöbb Potamogeton faj,
      - fűszerűen szálasak vagy fonalas levelekkel (parvopotamidok),
      - hosszabb hajtásukkal és szélesebb leveleikkel (magnopotamidok).

    - myriophylloid altípus: finoman osztott levelekkel, (Myriophyllum spp., Hottonia palustris, Ranunculus circinatus stb.);

  - batrachioid típus: A meder fenekén gyökerező vízinövények, amelyek alámerült és úszó levelei eltérő alakúak (mocsárhúr Callitriche nemzetség Callitriche fajsora, a Boglárka Ranunculus nemzetség Batrachium alnemzetségének legtöbb faja). Az alámerült levelek többnyire szálasak, lándzsásak vagy igen finom sallangokra tagoltak;
  - nymphoid típus: A vízfenéken gyökerező vízinövények el nem ágazó és többnyire levéltelen hajtással, nagy, feltűnő úszó levelekkel és (ritkán) nagy, alámerült levelekkel (tündérrózsa Nymphaea, tavirózsa Nuphar, Nymphoides, Úszó békaszőlő, Potamogeton natans, Polygonum amphibium f. natans, Lápi békabuzogány Sparganium minimum);
  - trapoid típus: Talajon gyökerező egyéves vízinövények hosszú, elágazó hajtással, úszó levélrózsával és szálas, lehulló, alámerült levelekkel pl. Sulyom Trapa natans);
  - vallisnerioid típus: A meder fenekén kúszó gyöktörzzsel rögzült vízinövények rövid hajtással és hosszú, szalagszerű, nyalábban vagy rózsában álló levelekkel (csavarthínár (Vallisneria spiralis), Zostera nana stb.);
  - isoëtoid típus: Nagyrészt amfibikus (kétéltű), gyökerező vízinövények rövid hajtással vagy gyöktörzssel; merev, tű- vagy szittyószerű tőlevelekkel (Isoëtes spp., Pilularia, Litorella, Lobelia dortmanna, Eleocharis acicularis, Eleocharis parvula stb.).
3. A planofita (planophyta, planofiton) növények szabadon úsznak vagy lebegnek a vízben. Méretük szerint két alcsoportba osztják őket:
  - a planktofitonok (planktophyta) mikroszkopikus,
  - a pleusztofitonok (pleustophyta) nagyobb termetű vízinövények, amelyeknek négy típusát különböztetjük meg:
    - lemnoid típus: kis, szabadon úszó vízinövények (Apró békalencse, Lemna minor, púpos békalencse Lemna gibba, gyökértelen vízidara Wolffia arrhiza, moszatpáfrány Azolla caroliniana, Ricciocarpus natans stb.). Ezek a szervezetek a Ricciocarpus nemzetség kivételével a tápanyagban gazdag vizeket részesítik előnyben;
    - riccielloid típus: kis, közvetlenül a felszín alatt szabadon lebegő vízinövények (Keresztes békalencse Lemna trisulca, Úszómoha Riccia fluitans stb.). Ezek a szervezetek a tápanyagban szegény, disztróf vagy gyengén oligotróf vizeket kedvelik;
    - ceratophylloid típus: nagy, többnyire sallangosan osztott levelű, szabadon lebegő vízinövények, úszó levelek nélkül. Néhány faj színtelen iszaphajtással lehorgonyozhat. Nyáron a felszínhez közel helyezkednek el, ősszel a fenékre süllyedve tartós rügyekkel, vagyis turiókkal telelnek át. (Tócsagaz Ceratophyllum spp., a legtöbb rence Utricularia faj stb.).
    - hydrocharoid típus: szabadon úszó vízinövények speciális úszó levelekkel és különleges áttelelő szervekkel (téli rügyekkel vagy sporokarpiummal – Békatutajfélék Hydrocharis spp., Vízinövények Salvinia spp. stb.).

A mérsékelt övi Európa növénytársulásait a rizofitonok és pleusztofitonok uralják.